# Ghetma
Ghetma (en népalais : घेत्मा) est un comité de développement villageois du Népal situé dans le district de Rukum. Au recensement de 2011, il comptait 4 789 habitants.